# Edificio Lope de Vega
El Edificio Lope de Vega o Edificio Los Sótanos se encuentra en los números 53, 55, 57 y 59 de la calle Gran Vía de Madrid (España), haciendo esquina con la calle de San Bernardo. Fue proyectado en 1944 por los arquitectos Julián Otamendi (autor del Edificio España de la Plaza de España) y su hermano Joaquín (responsable junto con Antonio Palacios del Edificio de Correos de la Plaza de Cibeles). El contrato de obra fue debido a la Compañía Madrileña Urbanizadora.
En el edificio se ubica el Teatro Lope de Vega y el Hotel Emperador. El edificio posee unos bajos denominados Lope de Vega.

## Historia

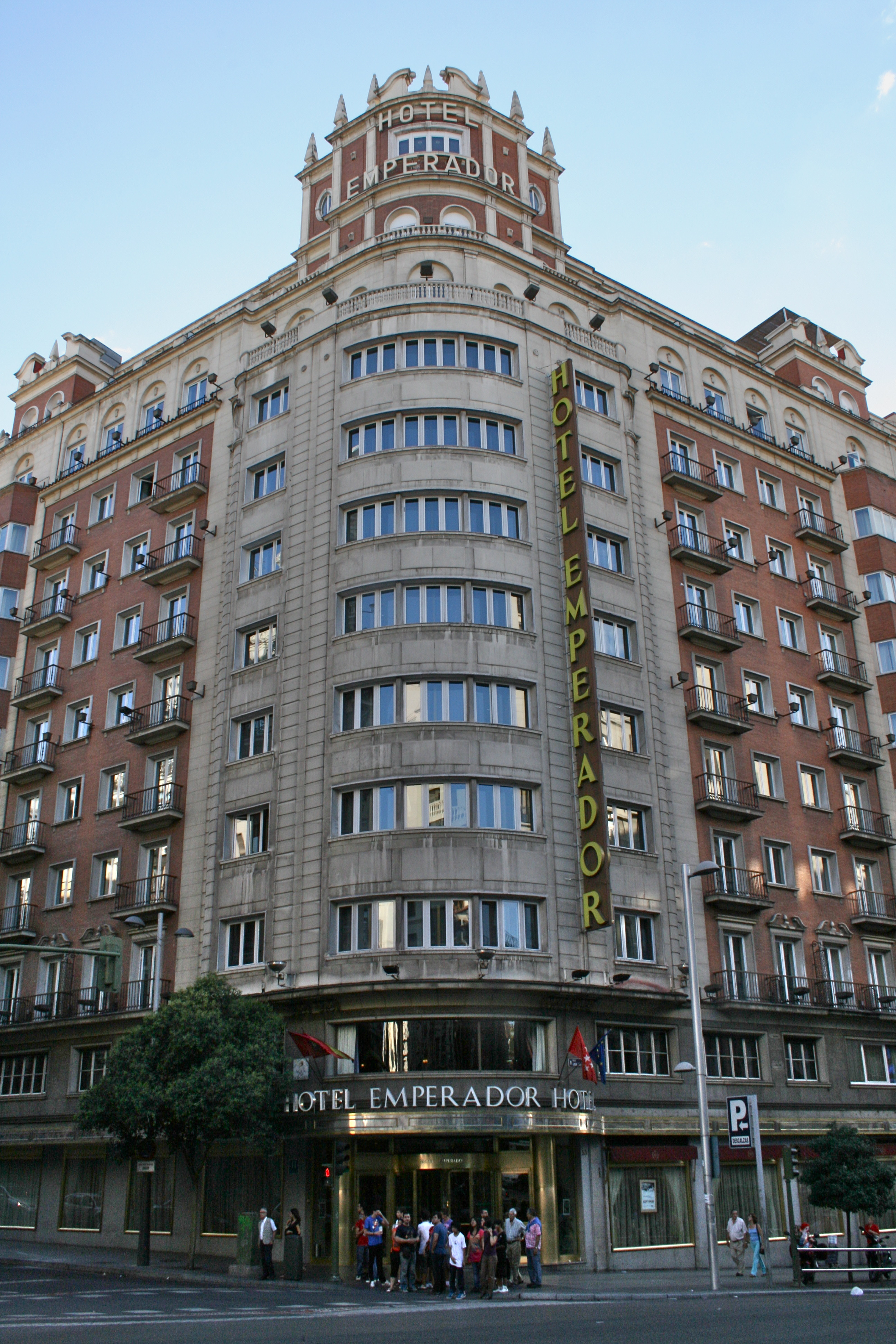
Hotel Emperador, en el ángulo este del edificio.

En este solar se encontraba antiguamente la Casa Profesa, derribada en los años treinta. En 1944 la Compañía Urbanizadora Madrileña, tras las operaciones urbanísticas realizadas en la Glorieta de Cuatro Caminos, decide construir un edificio de gran volumen en el tercer tramo de la Gran Vía, tras adquirir el solar de cinco mil doscientos metros cuadrados por 115 millones de pesetas.
Construyen el edificio en cuatro años: De 1945 a 1949. En el año 1950 abre el Hotel Emperador. El Teatro Lope de Vega fue inaugurado el 16 de abril de 1949. Se especializó en espectáculos musicales. En 1954 se instaló una pantalla de cine, convirtiéndose en Teatro Cinema Lope de Vega, inaugurado el 12 de diciembre de ese mismo año.